# 니드 포 스피드 (영화)
《니드 포 스피드》(Need for Speed)는 2014년에 개봉한 일렉트로닉 아츠의 게임 니드 포 스피드를 영화화한 것이다.

## 줄거리
전직 레이서이자 정비사인 토비 마샬은 아버지의 정비소를 운영하며 친구들과 함께 야간에 불법 레이싱에 참여한다. 자금난에 시달리던 토비는 숙적인 디노 브루스터의 제안으로 전설적인 자동차 디자이너 캐롤 쉘비가 제작한 희귀한 포드 쉘비 머스탱을 완성하는 데 협력하고, 차량 판매 수익의 일부를 받기로 한다. 토비는 자동차 중개인 줄리아 매든과 함께 머스탱이 시속 230마일을 넘을 수 있음을 증명하여 거액에 판매하는 데 성공한다.
디노는 토비가 자신의 말을 듣지 않고 독단적으로 행동한 것에 분노하여 토비와 그의 친구 피트에게 레이싱 대결을 제안한다. 토비가 이기면 디노는 머스탱 판매 수익을 포기해야 하지만, 지면 토비는 자신의 몫을 포기해야 했다. 결국 레이싱 중 디노는 고의적으로 피트의 차를 들이받아 피트를 사망하게 만들고, 현장에서 사라진다. 토비는 디노가 사건에 연루되었다는 증거가 없어 과실치사 혐의로 2년형을 선고받는다.
출소 후 토비는 피트의 죽음에 대한 복수를 다짐하며, 거액의 상금이 걸린 '데 리온'이라는 비밀 레이싱 대회에 참가하기 위해 줄리아와 함께 45시간 안에 샌프란시스코로 향한다. 토비의 레이싱을 막기 위해 디노는 자신의 람보르기니를 내걸고 현상금을 걸고, 토비와 줄리아는 경찰과 트럭 운전사들에게 추격을 받는다. 토비는 동료들의 도움을 받아 샌프란시스코에 도착하지만, 디노의 하수인들이 토비의 차를 파괴하여 줄리아는 부상을 입는다.
절망적인 상황에서 토비는 디노의 약혼녀이자 피트의 누나인 아니타로부터 디노가 숨겨둔 코닉세그의 위치를 알아내, 이 차를 이용해 레이싱에 참가한다. 토비는 줄리아에게 자신의 감정을 고백하고 피트를 위한 복수를 다짐한다. 레이싱 당일, 토비는 디노에게 피트가 죽을 때 탔던 코닉세그를 보여주며 디노를 도발한다. 격렬한 레이싱 끝에 디노는 토비에게 피트에게 했던 것과 똑같이 차로 들이받으려 하지만 실패하고 사고를 당한다. 토비는 디노를 구출하고 피트의 복수를 위해 그를 폭행한 후 경찰에 체포된다. 디노는 결국 피트 살해 혐의로 유죄 판결을 받는다.
178일 후, 출소한 토비는 줄리아와 함께 교도소에서 일찍 풀려난 베니를 만나러 간다.

## 배역
- 에런 폴 - 토비 마셜 역
- 도미닉 쿠퍼 - 디노 브루스터 역
- 이모젠 푸츠 - 줄리아 매던 역
- 라몬 로드리게스 - 조 펙 역
- 마이클 키턴 - 모나크 역
- 스콧 메스커디 - 베니 역
- 라미 말리크 - 핀 역
- 다코타 존슨 - 애니타 역
- 해리슨 길버트슨 - 피트 역

## 같이 보기
- 비디오 게임을 원작으로 한 영화 목록